# Bari
Bari (pronúncia: báriⓘ) é uma comuna da província de Bari, na região da Apúlia, na Itália. Possui cerca de 320 550 habitantes, sendo uma cidade portuária no Mar Adriático, a noroeste de Brindisi.

## História

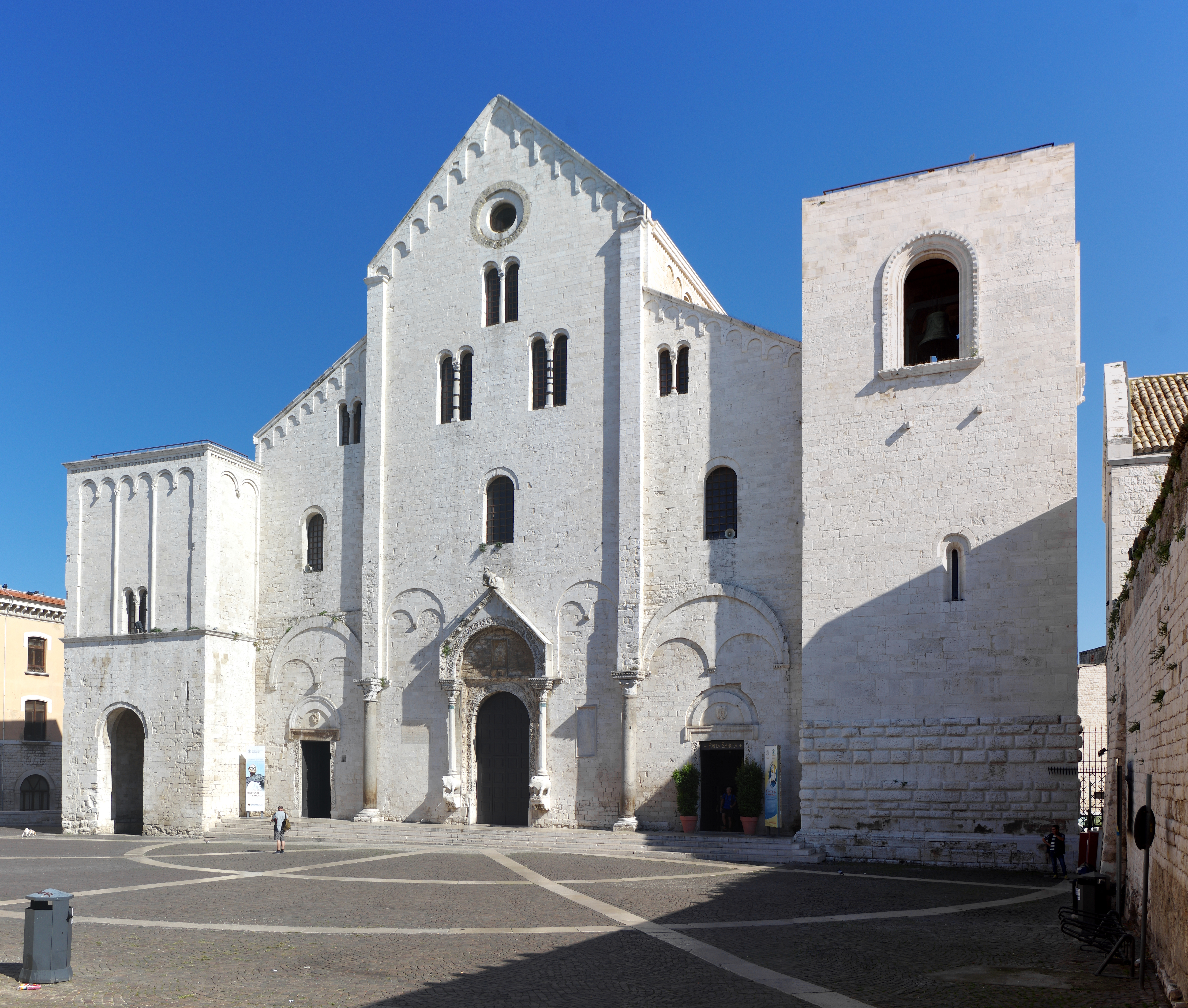
Basílica de São Nicolau

Não se sabem as origens da cidade.[carece de fontes?] No século III a.C., foi conquistada pelos Romanos. Após a queda do Império Romano em 476, a cidade foi invadida por Bárbaros e ocupada pelos Godos. No ano de 554, a cidade foi tomada pelos Bizantinos até 840, quando passou aos Sarracenos. Em 870, os Bizantinos retomaram a cidade. O domínio bizantino terminou no ano de 1071, quando o domínio da cidade passou aos Normandos. O atual prefeito é Michele Emiliano, da coligação de centro-esquerda, desde 2004.

## Economia
A indústria dos sectores alimentar, químico, petroquímico, têxtil, e sobretudo mecânico são importantes geradores de receita e empregos a cidade. Bari abriga o principal distrito industrial alemão na Itália

## Demografia

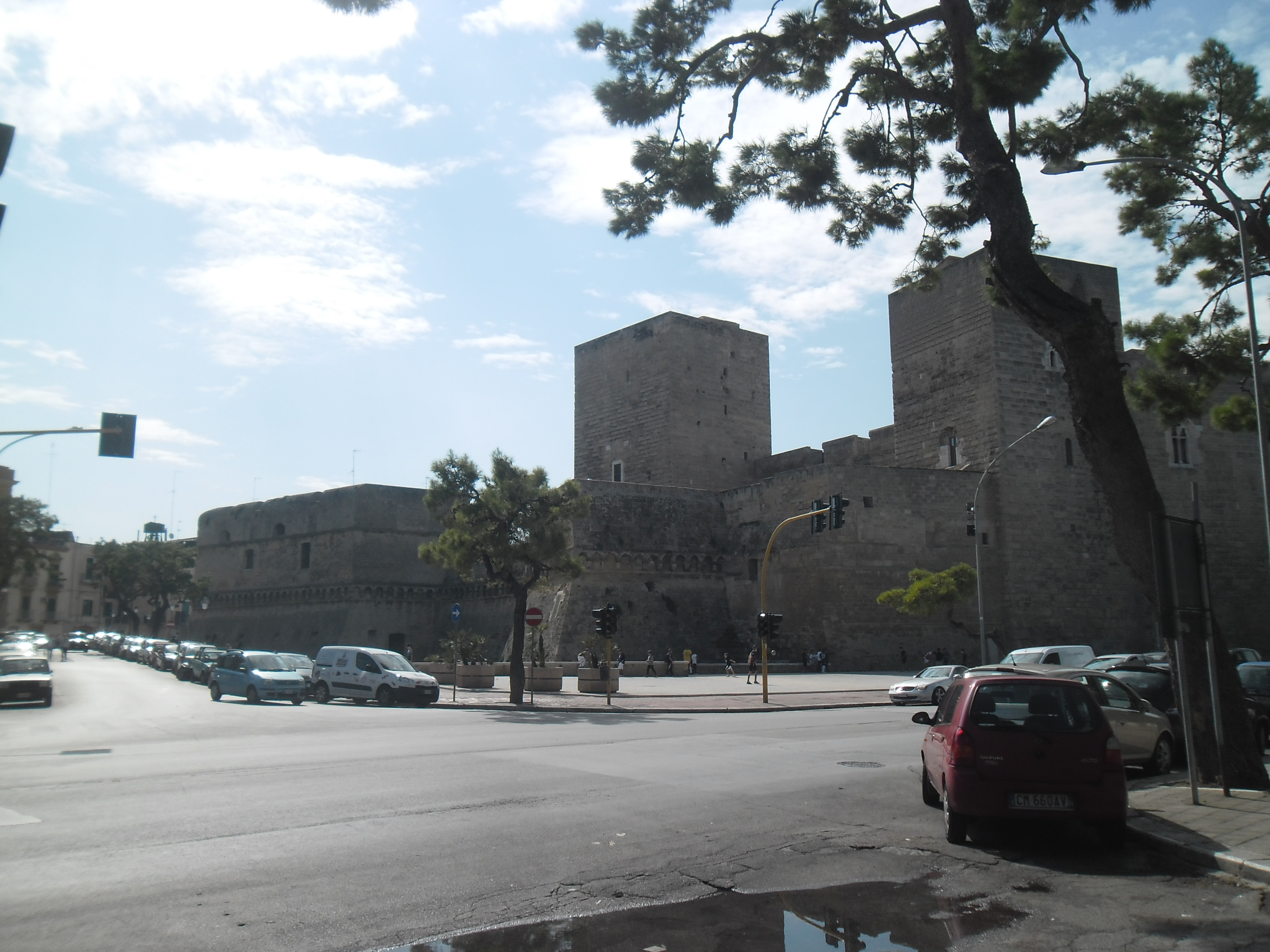
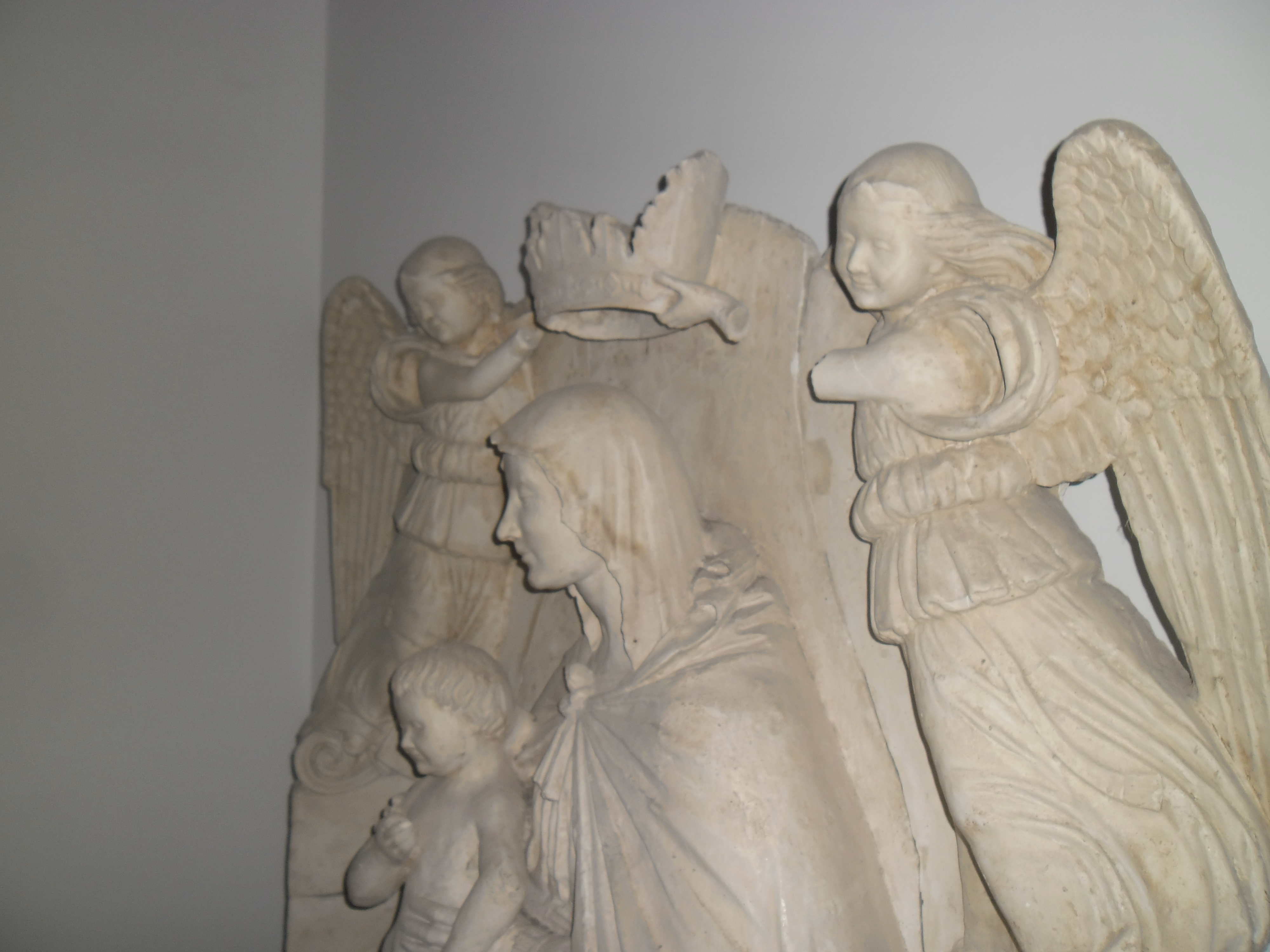
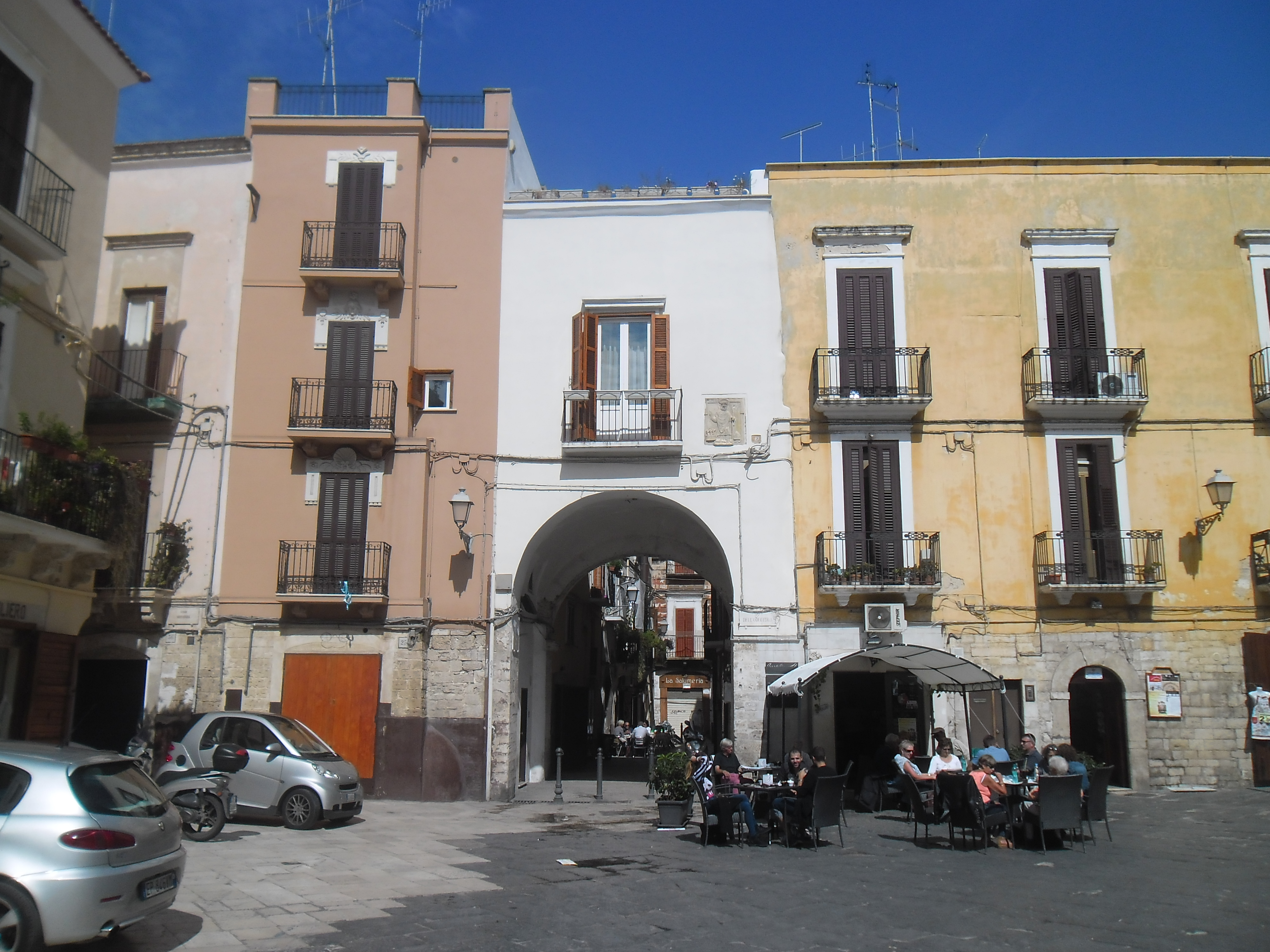
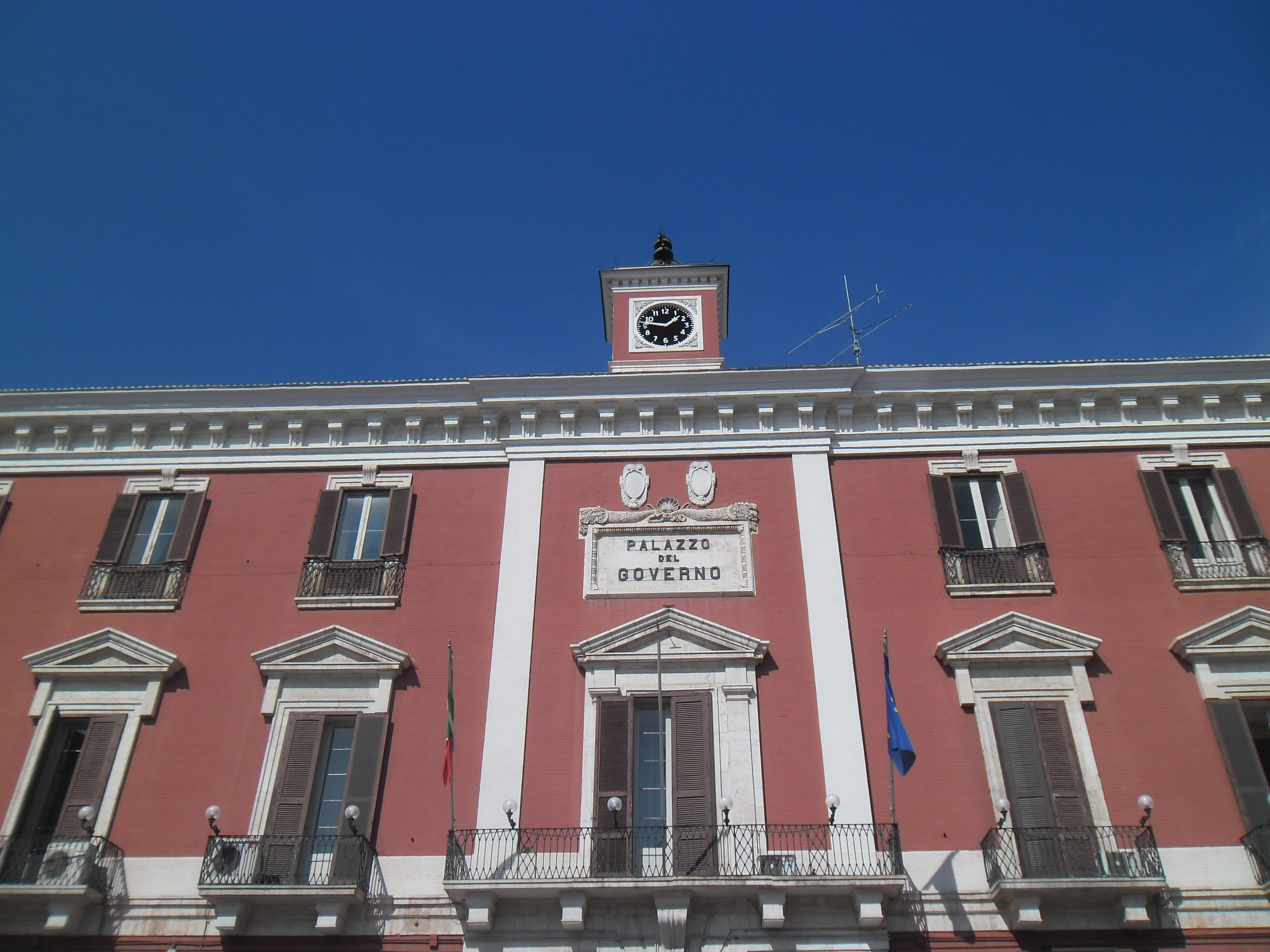
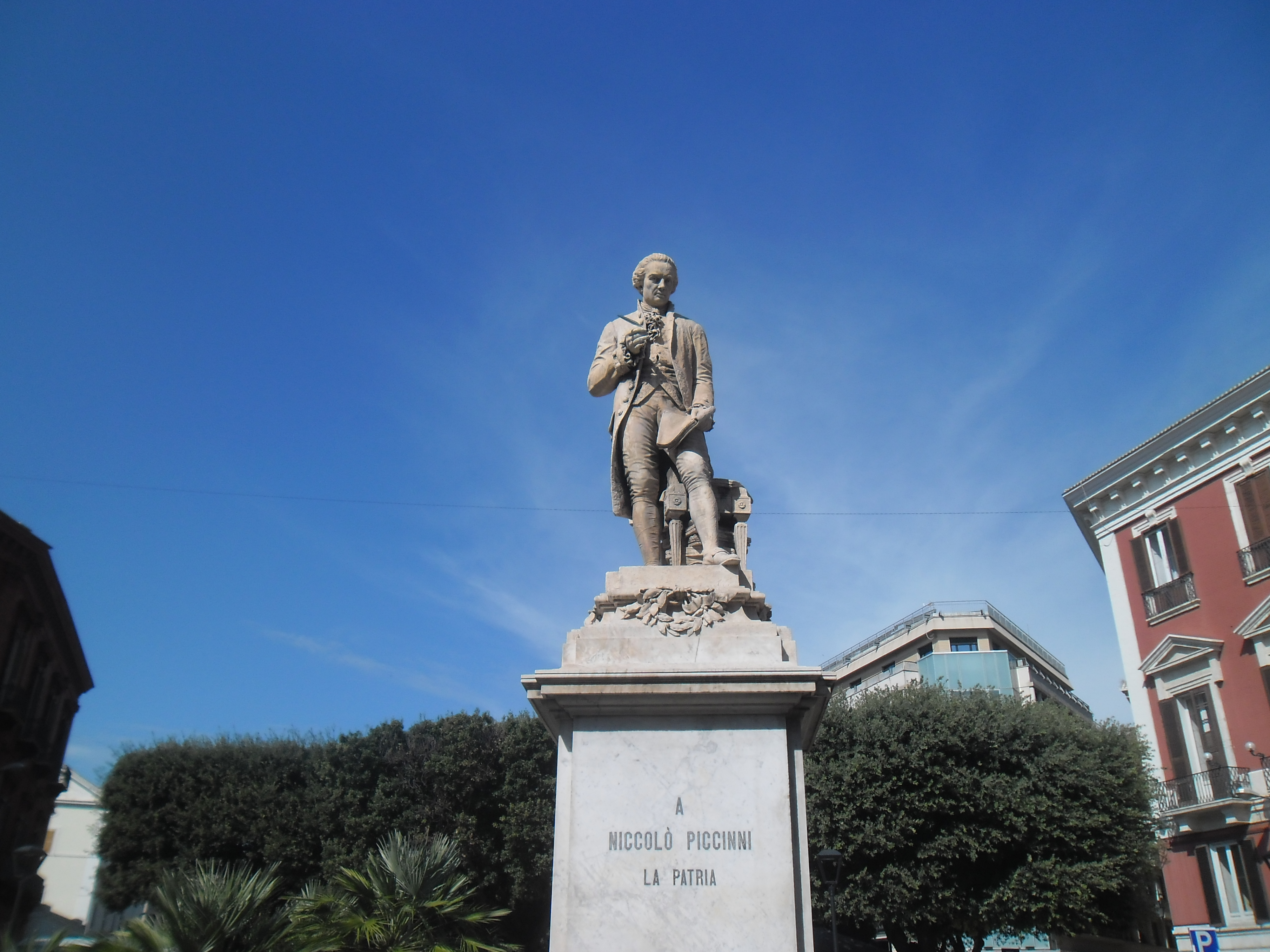
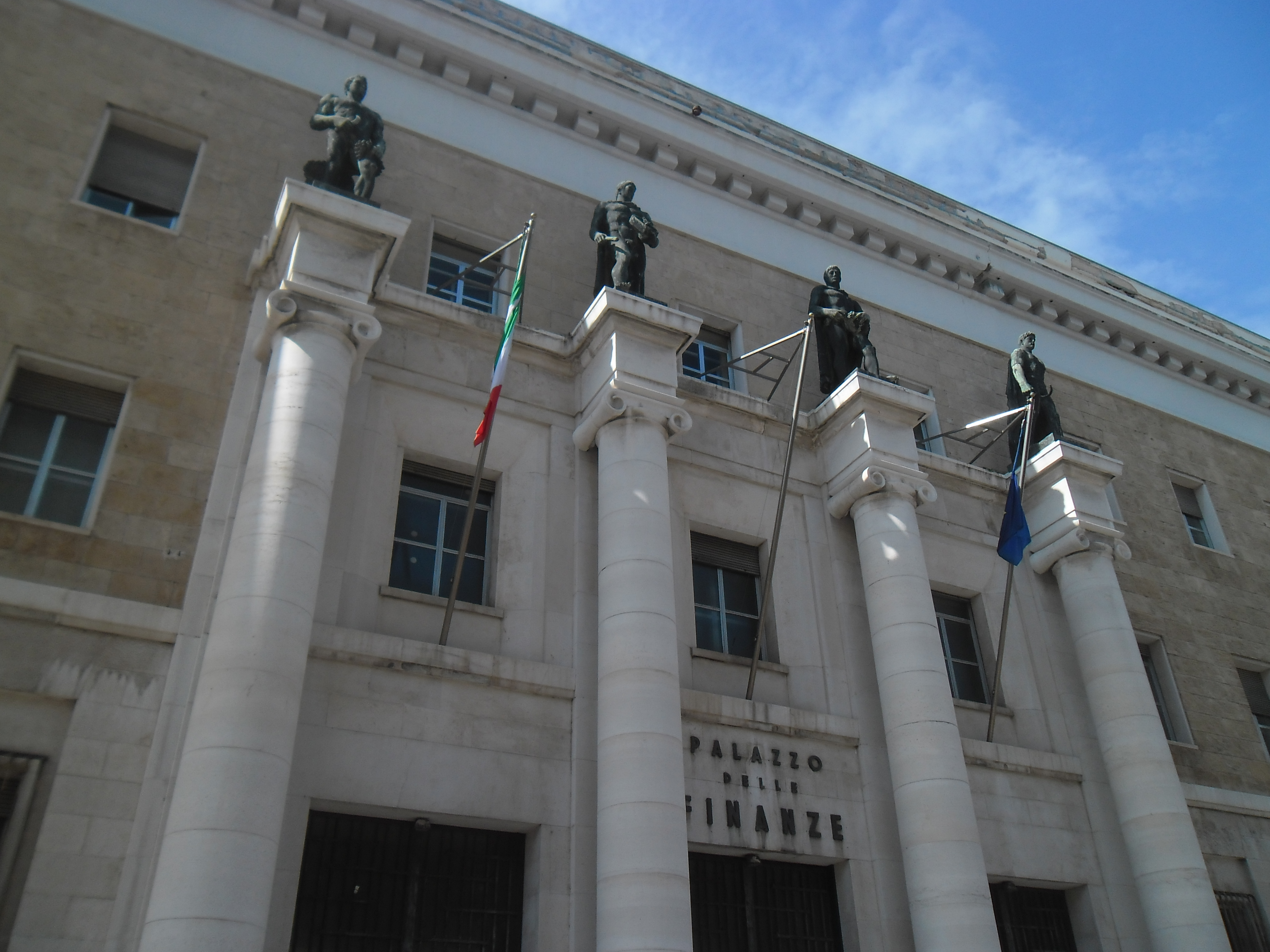
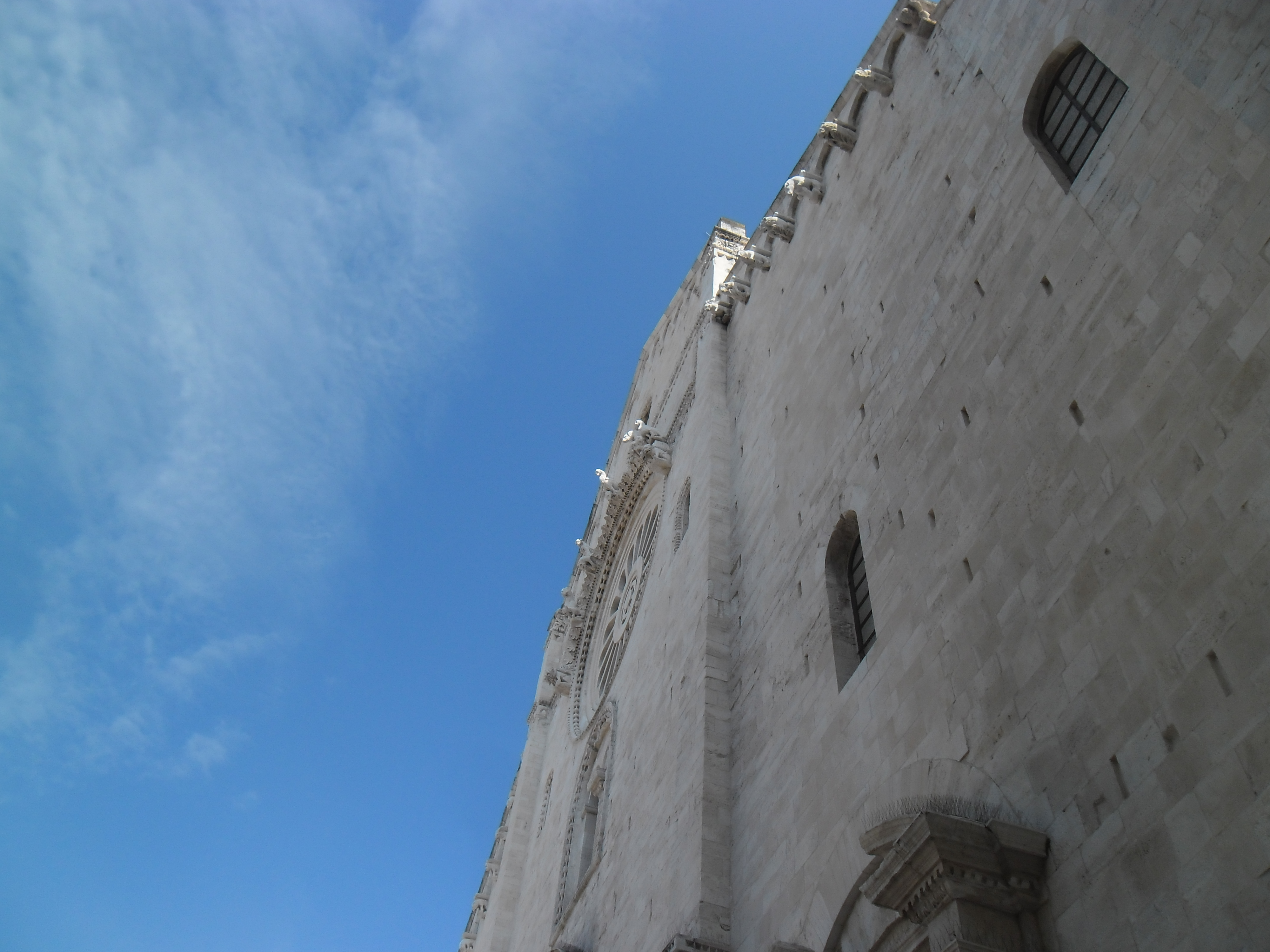
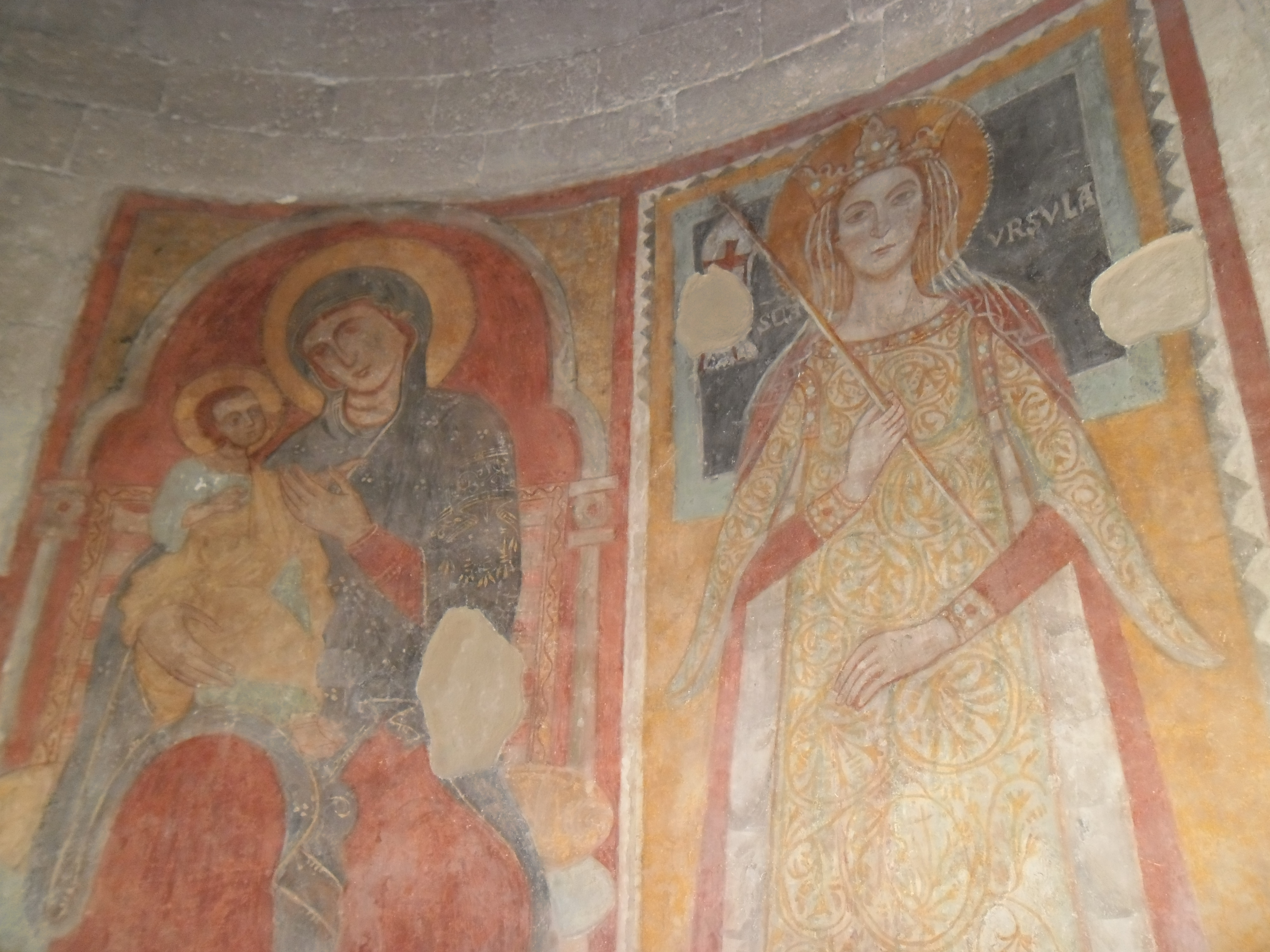
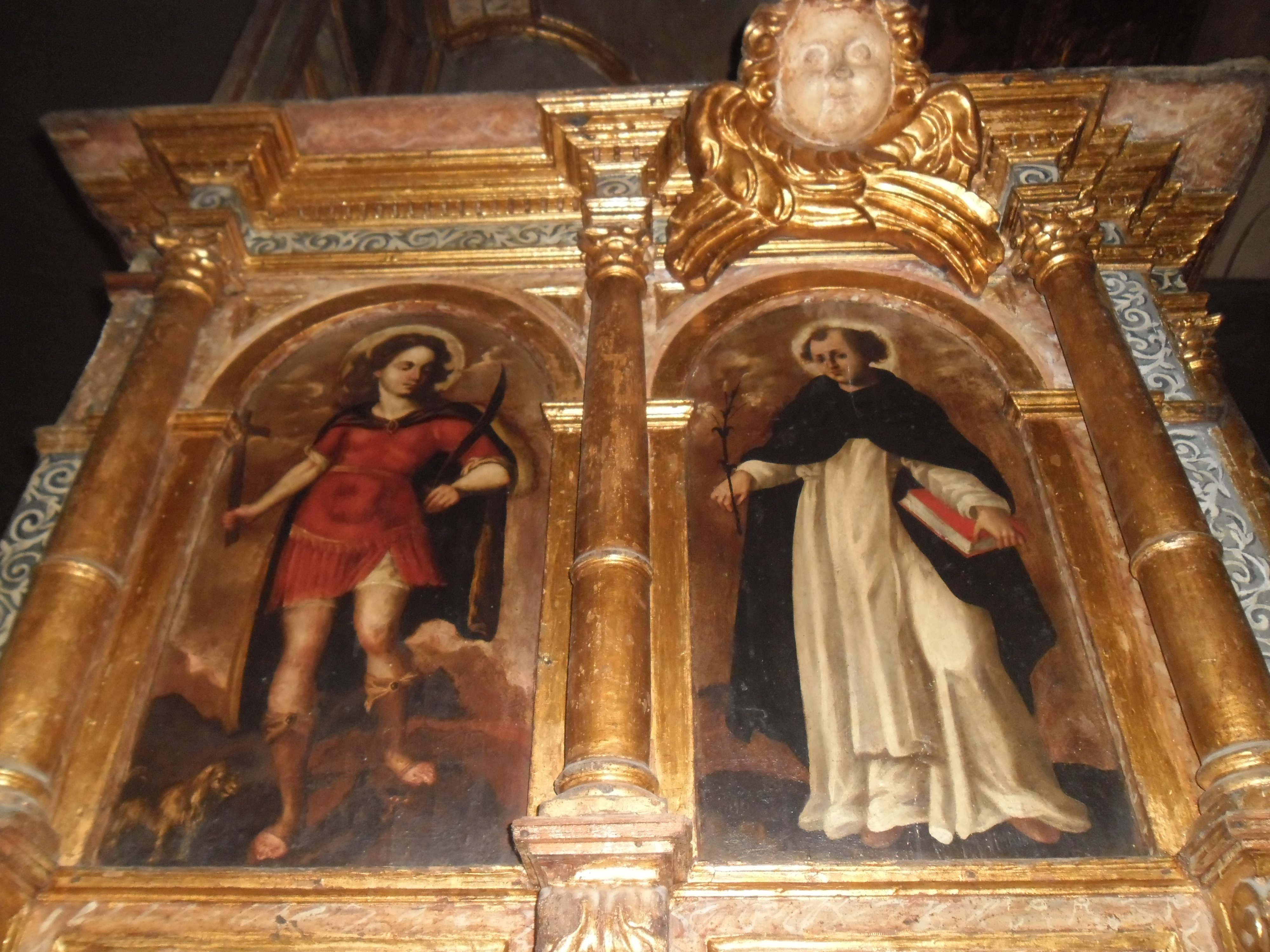
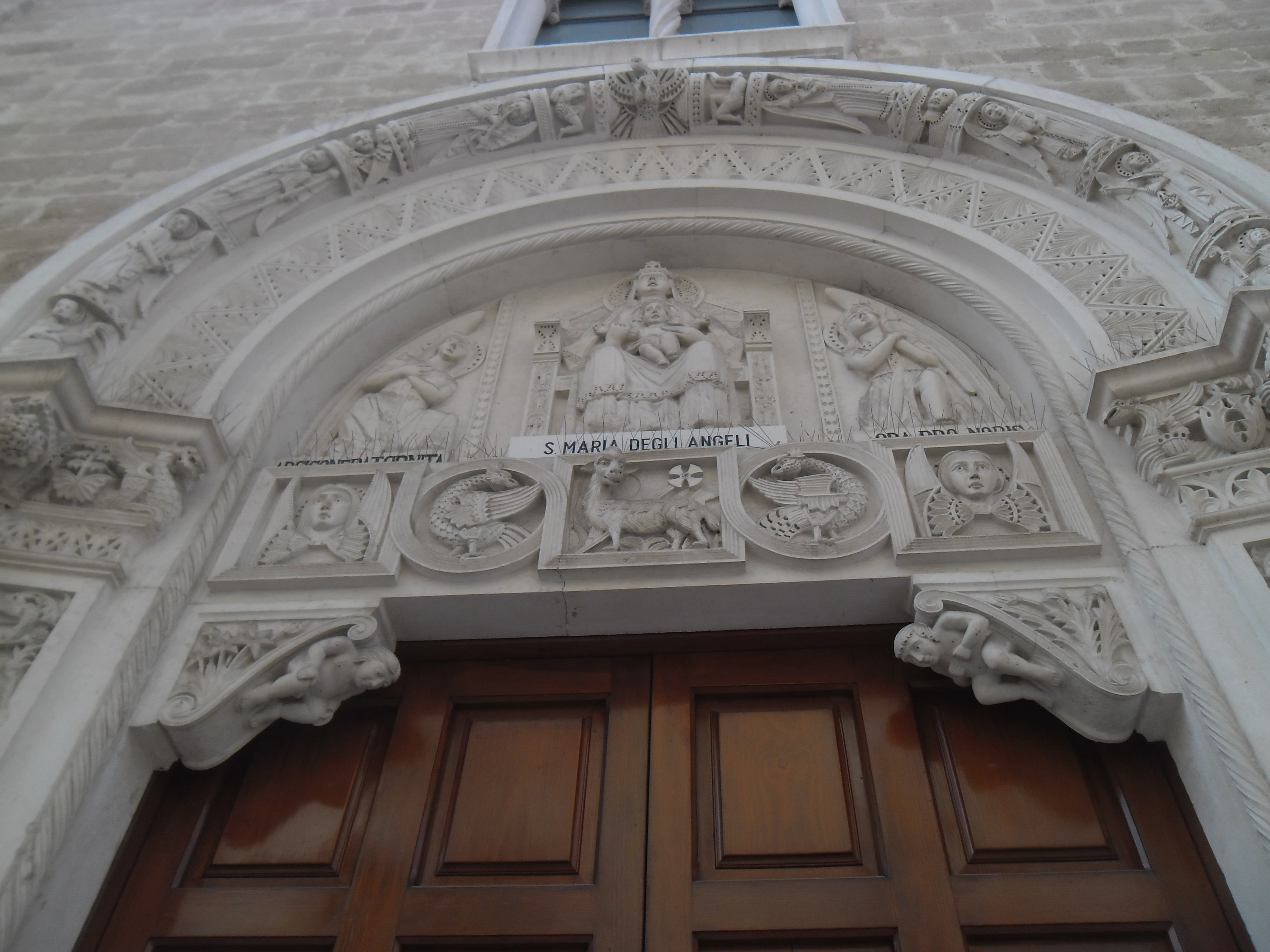
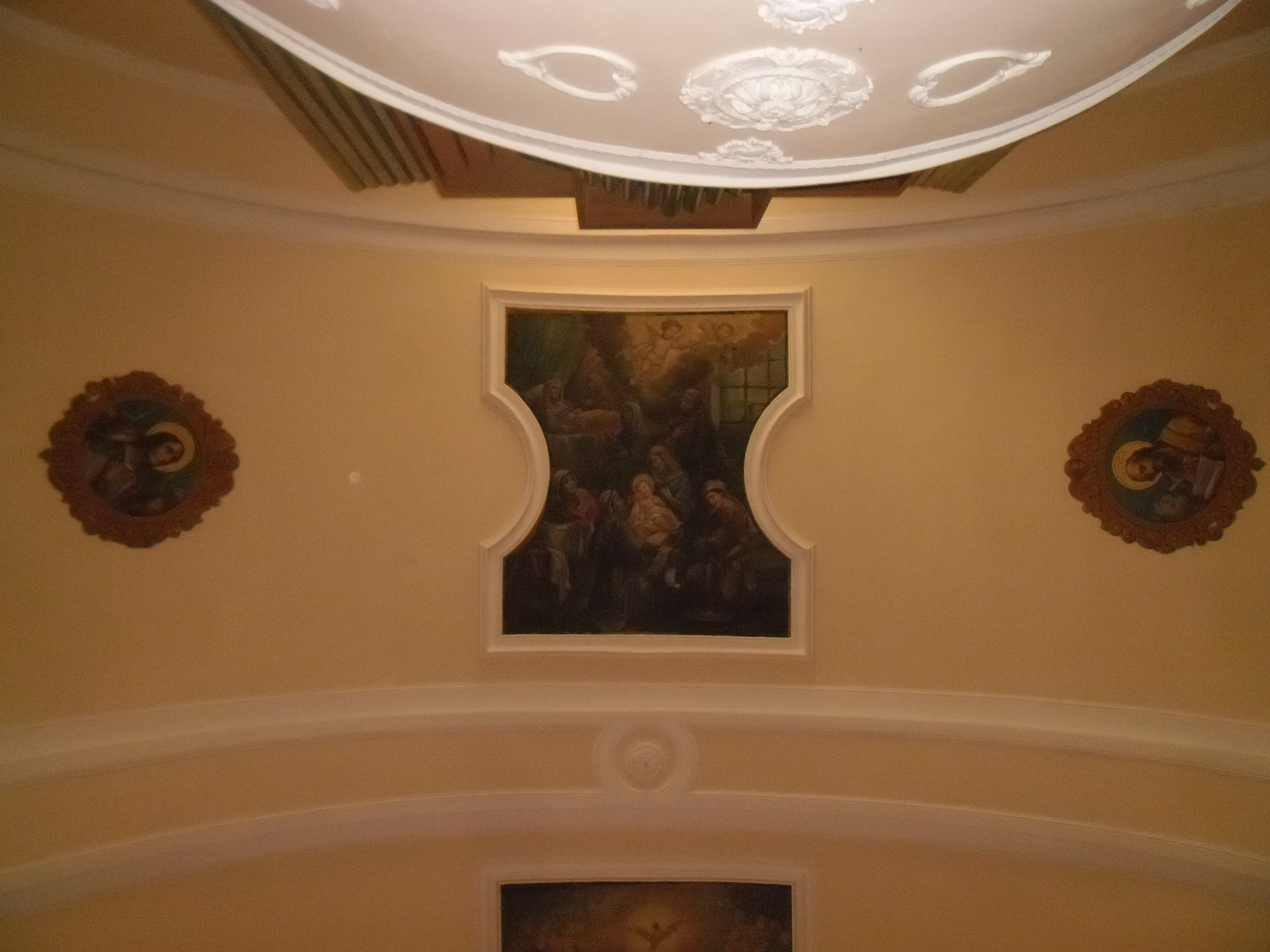
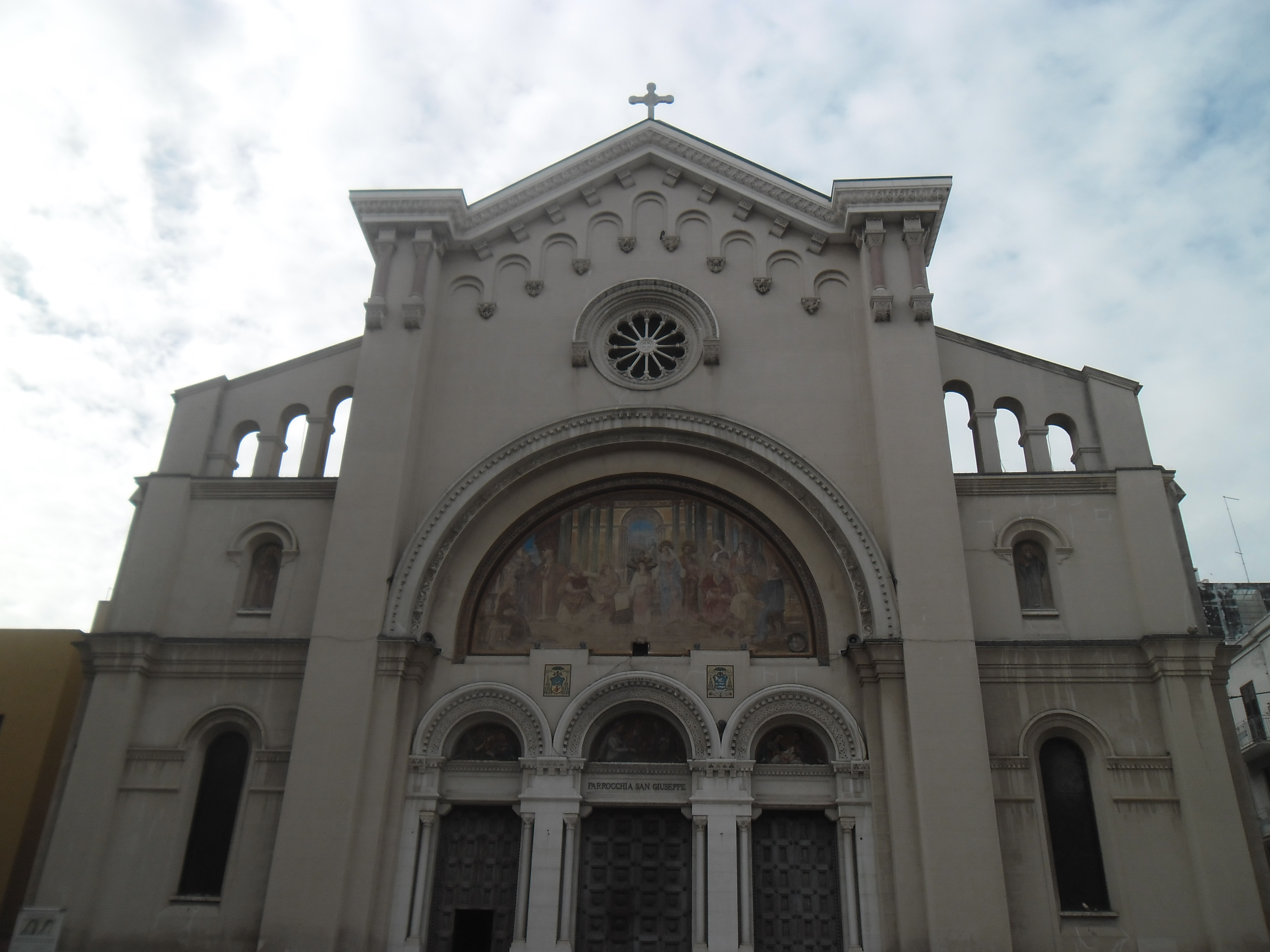
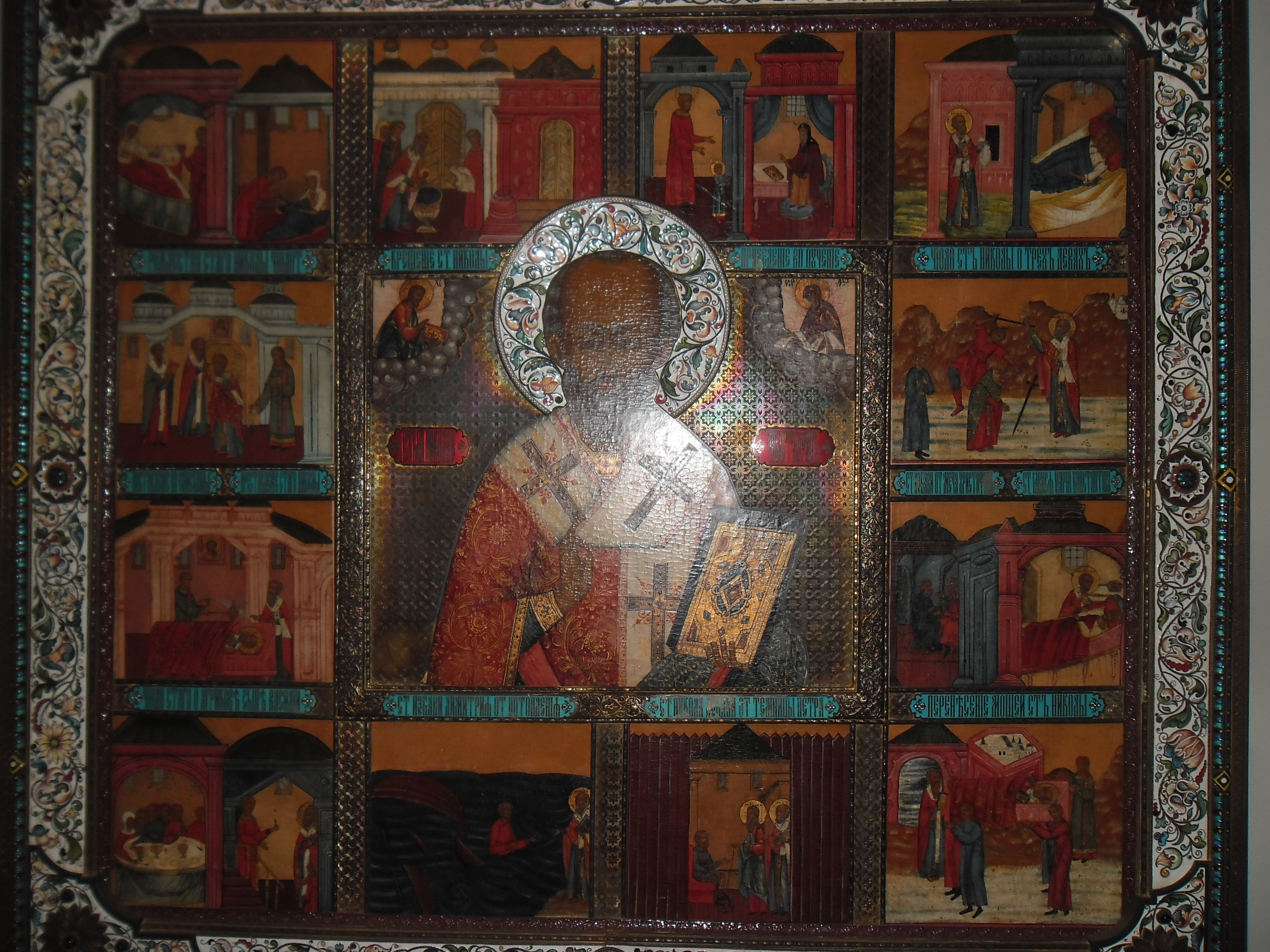
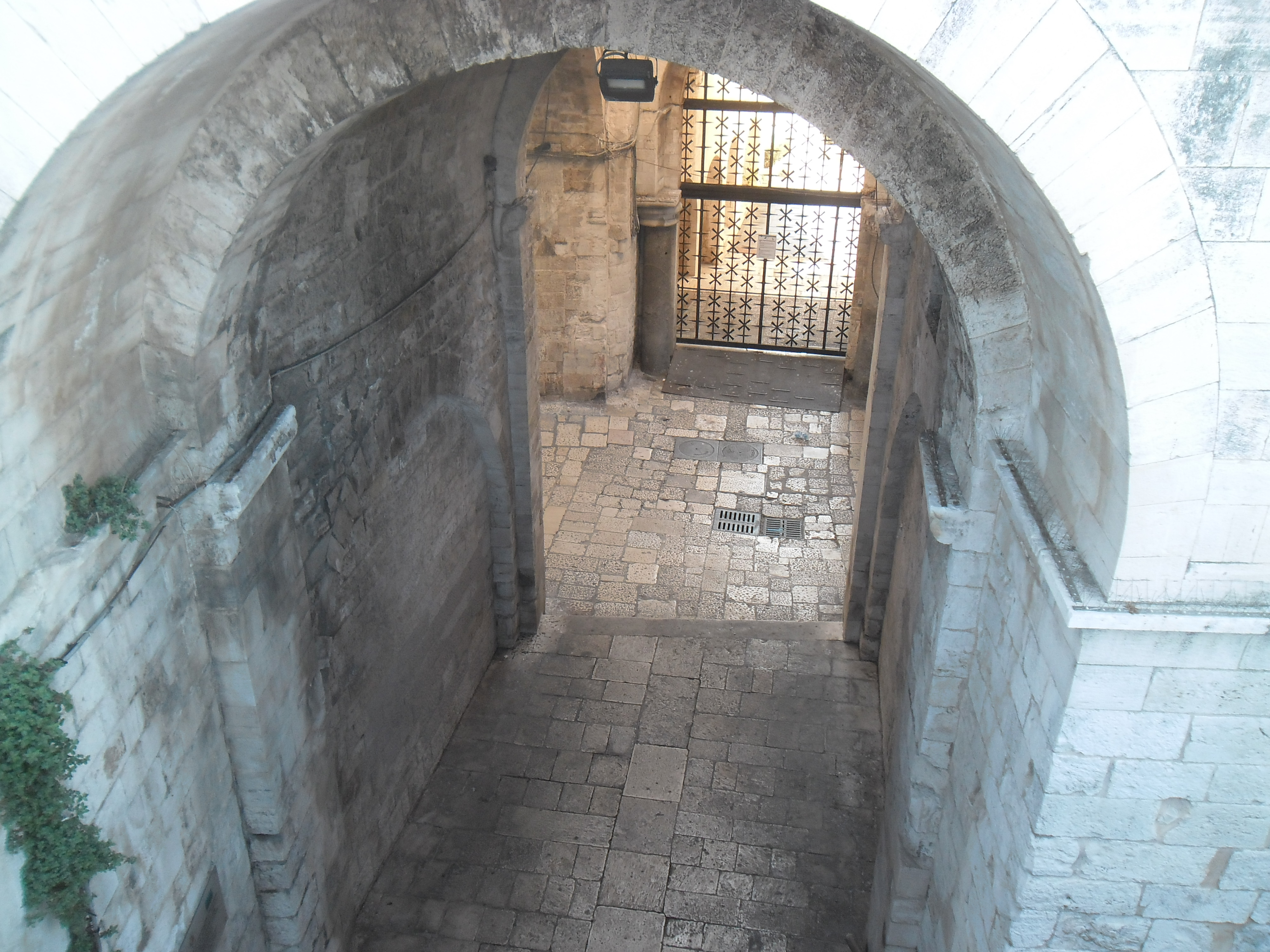

| Variação demográfica do município entre 1861 e 2011                               |
|                                                                                   |
| Fonte: Istituto Nazionale di Statistica (ISTAT) - Elaboração gráfica da Wikipedia |